# Foyers
Foyers är en ort i Storbritannien.   Den ligger i kommunen Highland och riksdelen Skottland, i den norra delen av landet, 700 km norr om huvudstaden London. Foyers ligger 92 meter över havet och antalet invånare är 276. Den ligger vid sjöarna  Loch Ness och Loch nan Lann.
Terrängen runt Foyers är huvudsakligen kuperad. Foyers ligger nere i en dal. Runt Foyers är det mycket glesbefolkat, med 4 invånare per kvadratkilometer. Närmaste större samhälle är Drumnadrochit, 9,1 km norr om Foyers. I omgivningarna runt Foyers växer i huvudsak blandskog.